# Медаль і премія Майкла Фарадея
Медаль і премія Майкла Фарадея (англ. Michael Faraday Medal and Prize), до 2008 року — Медаль і премія Гатрі (англ. Guthrie Medal and Prize) — міжнародна нукова нагорода в галузі експериментальної фізики, яка присуджується щорічно Інститутом фізики з 1914 року.
До позолоченої медалі додається грошова винагорода у сумі 1000 фунтів стерлінгів, а також сертифікат. Лауреат може бути запрошений прочитати лекцію в Інституті фізики. Серед нагороджених є 27 лауреатів Нобелівської премії.

## Історична довідка
Нагорода за час свого існування двічі змінила назву:
- 1914—1965 Лекція Гатрі була заснована на вшанування пам'яті про Фредеріка Гатрі[3], засновника Фізичного товариства (було об'єднане з Інститутом фізики у 1960).
- 1966—2007 Носила назву Медаль і премія Гатрі (приведена у відповідність до фактичного виду нагороди). З 1992 року вона стала однією з головних нагород Інституту.
- З 2008 року нагорода отримала назву Медаль і премія Фарадея.

## Лауреати

### Лекція Гатрі (1914—1965)
- 1914: Роберт Вільямс Вуд
- 1916: Вільям Бейт Гарді[en]
- 1917: Поль Ланжевен
- 1918: Джон Каннінгем Макленнан[en]
- 1920:  Шарль-Едуар Гійом
- 1921:  Альберт Абрагам Майкельсон
- 1922:  Нільс Бор
- 1923: Джеймс Гопвуд Джинс
- 1924: Моріс де Бройлі
- 1925:  Вільгельм Він
- 1926: Шарль Фабрі
- 1927:  Ернест Резерфорд
- 1928:  Джозеф Джон Томсон
- 1929:  Персі Бріджмен
- 1930:  Петер Дебай
- 1931: Річард Тетлі Глейзбрук
- 1932:  Макс Планк
- 1933:  Манне Сігбан
- 1934: Чарлз Вернон Бойз
- 1935:  Артур Комптон
- 1936: Фредерік Ліндеманн[en]
- 1937: Кліффорд Копленд Патерсон[en]
- 1938:  Арчибальд Гілл
- 1940:  Патрік Блекетт
- 1941: Едвард Андраде[en]
- 1942:  Едвард Віктор Епплтон
- 1943: Едмунд Тейлор Віттекер
- 1944: Джоел Генрі Гільдебранд[en]
- 1945: Артуро Дюпер'є Валлеса[es]
- 1946: Макс Якоб[en]
- 1947: Джон Десмонд Бернал
- 1948:  Джордж Паджет Томсон
- 1949: Александер Ренкін[en]
- 1950: Георг Фінч[en]
- 1951:  Невілл Френсіс Мотт
- 1952:  Вільям Лоренс Брегг
- 1953:  Макс Борн
- 1954: Джеффрі Інграм Тейлор
- 1955: Едмунд Кліфтон Стоунер[en]
- 1956: Френсіс Саймон
- 1957:  Гарольд Клейтон Юрі
- 1958:  Вілліс Лемб
- 1959: Гаррі Мессі[en]
- 1960: Фред Гойл
- 1961: Девід Шенберг
- 1962: Бернард Лавелл
- 1963: Leslie Fleetwood Bates[en]
- 1964:  Мартін Райл
- 1965: Джон Бертрам Адамс[en]

### Медаль і премія Гатрі (1966—2007)
- 1966: Вільям Кокран[en]
- 1967:  Джеймс Чедвік
- 1968: Рудольф Пайєрлс
- 1969:  Сесіль Френк Павелл
- 1970: Брайан Піппард
- 1971: Джон Ешворт Реткліфф
- 1972:  Браян Девід Джозефсон
- 1973: Герман Бонді
- 1974:  Рудольф Людвіг Мессбауер
- 1975: Девід Тейбор[en]
- 1976:  Абдус Салам
- 1977: Алан Коттрелл
- 1978:  Філіп Андерсон
- 1979: Дональд Гілл Перкінс
- 1980: Майкл Фішер[en]
- 1981: Джон Клайв Ворд[en]
- 1982: Фредерік Чарльз Френк[en]
- 1983: Джеффрі Ґолдстоун
- 1984:  Майкл Джон Сітон[en]
- 1985:  Майкл Пеппер[en]
- 1986: Деніс Вілкінсон[en]
- 1987: Семюел Фредерик Едвардс[en]
- 1988:  Алан Лід'ярд[en]
- 1989: Мартін Ріс
- 1990: Роджер Елліот[en]
- 1991: Денніс Шіама
- 1992:  Арчибальд Хоуї[en]
- 1993: Томас Кіббл
- 1994:  Філіп Джордж Берк[en]
- 1995: Джон Ендербі[en]
- 1996: Едвард Рой Пайк[en]
- 1997: Джон Еван Болдвін[en]
- 1998: Дерек Робінсон[en]
- 1999: Джордж Бекон[en]
- 2000: Лоуренс Майкл Браун[en]
- 2001: Лоуренс Івз[en]
- 2002: Пенелопа Джейн Браун[en]
- 2003: Michael Springford
- 2004: Гері Голл[en]
- 2005:  Вільям Френк Вінен[en]
- 2006: Маршалл Стоунхем[en]
- 2007: Гілберт Лонзаріх[en]

### Медаль і премія Фарадея (з 2008)
- 2008: Роджер Коулі[en]
- 2009: Дональд Бредлі[en]
- 2010: Атена Дональд[en]
- 2011: Алан Ендрю Вотсон[en]
- 2012: Рой Семблс[en]
- 2013: Едвард Гайндс[en]
- 2014: Alexander Giles Davies і Edmund Linfield
- 2015: Геннінґ Сиррінґгауз
- 2016: Дженні Нельсон[en]
- 2017: Джеремі Баумберг[en][4]
- 2018: Дженніфер Енн Томас[en]
- 2019: Джеймс Рой Тейлор[en]
- 2020: Річард Елліс